# Herwarth Walden

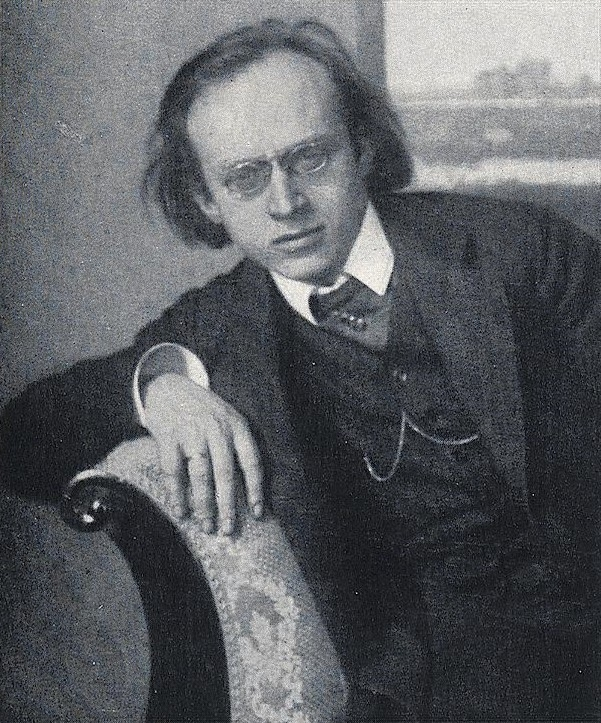
Herwarth Walden (1910)

Herwarth Walden (eigentlich Georg Lewin; * 16. September 1878 in Berlin; † 31. Oktober 1941 bei Saratow) war ein deutscher Schriftsteller, Verleger, Galerist, Musiker und Komponist. Walden war einer der wichtigsten Förderer der deutschen Avantgarde des frühen 20. Jahrhunderts (Expressionismus, Futurismus, Dadaismus, Neue Sachlichkeit). Er gründete 1910 die Zeitschrift Der Sturm, die bis 1932 bestand. Ab 1912 betrieb er die Sturm-Galerie; unter seiner Leitung fand 1913 die Ausstellung des Ersten Deutschen Herbstsalons in Berlin statt. Die Dichterin Else Lasker-Schüler war seine erste Ehefrau.

## Leben

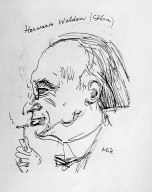
Emil Orlik: Bleistift- und Federzeichnung von Herwarth Walden, undatiert

Georg Lewin wurde am 16. September 1878 in Berlin als Sohn des Facharztes und Geheimen Sanitätsrats Viktor Lewin und seiner Ehefrau Emma geb. Rosenthal in eine jüdische Familie geboren. Seine Geschwister waren Schwester Gertrud Maria und Bruder Hans. Georg studierte in seinen Jugendjahren Komposition und Klavier in Berlin und Florenz. Sein musisches Talent und die von ihm gewählte künstlerische Ausbildung distanzierten ihn früh von der großbürgerlichen Welt seines Elternhauses. Er schrieb Lyrik und Prosa und war Kritiker für Literatur, Musik und Kunst. 1903 gründete er den „Verein für Kunst“, dem in den Folgejahren eine große Zahl bedeutender Schriftsteller wie Heinrich und Thomas Mann, Frank Wedekind, Rainer Maria Rilke, Richard Dehmel, Alfred Döblin und Else Lasker-Schüler angehörte.
Am 30. November 1903 heirateten Lewin und Else Lasker-Schüler. Die Ehe wurde 1912 geschieden. Auf Anregung Lasker-Schülers wählte Lewin „Herwarth Walden“ als Pseudonym, in Anlehnung an Henry Thoreaus Roman Walden; or, Life in the Woods (1854).

### Begegnung mit Franz Pfemfert
In den Jahren nach der Jahrhundertwende waren Walden und Franz Pfemfert, der 1911 die Zeitschrift Die Aktion herausgab, in der offenen Künstlerszene in Berlin miteinander bekannt geworden. Sie arbeiteten eine geraume Zeit gemeinsam für die Zeitschrift Kampf von Senna Hoy. Als sich ihre Wege wieder kreuzten, hatte Walden gerade den Deutschlandvertrieb der Zeitung Die Fackel von Karl Kraus übernommen, doch beide fanden nicht mehr zu gemeinsamer Arbeit zusammen. Sie schufen unabhängig voneinander eine Plattform für führende Autoren und Künstler des Expressionismus.

### Zeitschrift „Der Sturm“

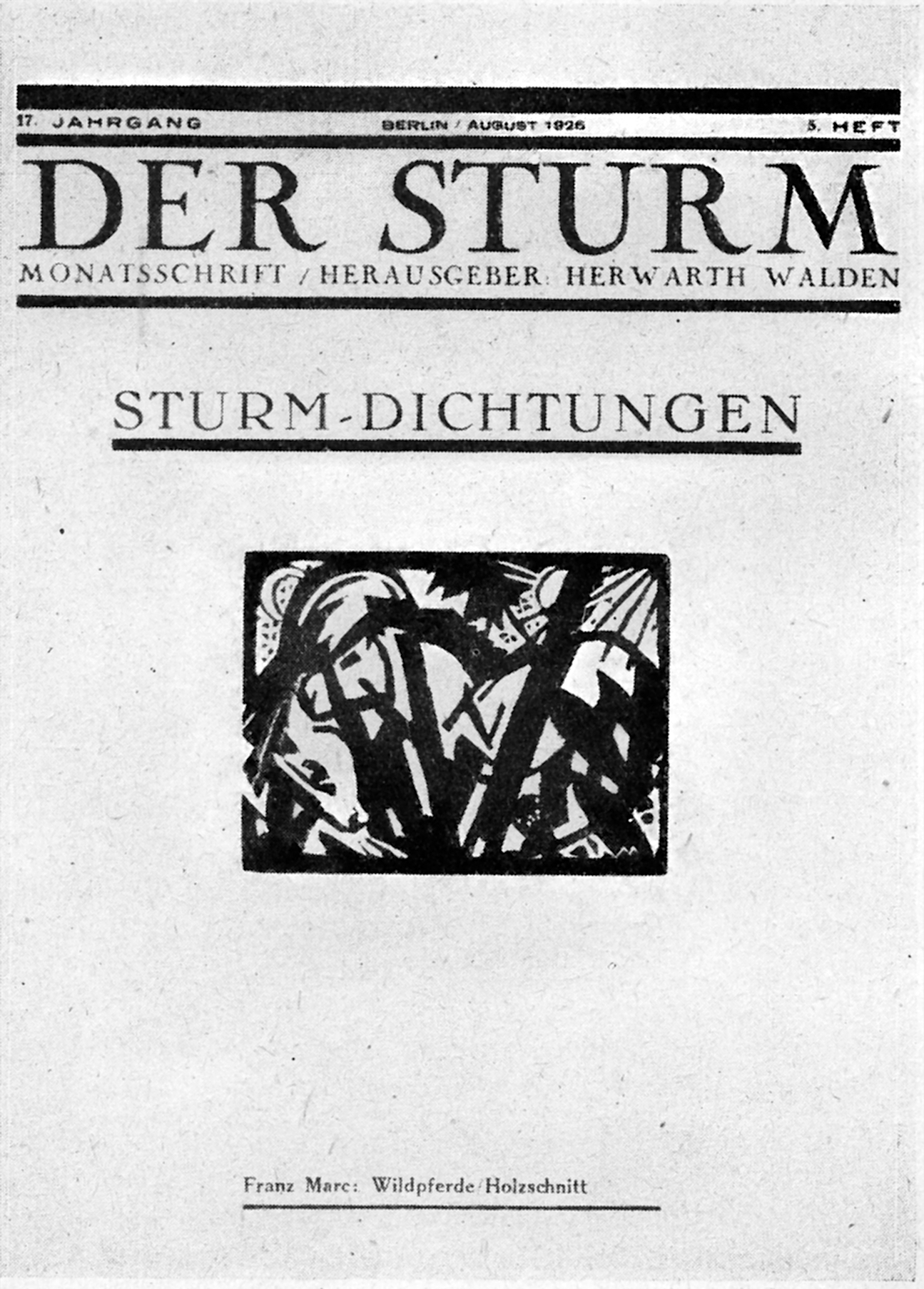
Der Sturm, 17. Jahrgang, August 1926, 5. Heft

Von 1910 bis 1932 gab Walden die Zeitschrift Der Sturm heraus, die er zusammen mit Alfred Döblin begründet hatte und die eine der wichtigsten Publikationen des Expressionismus war. Mit dem Herausgeber der Zeitschrift Die Fackel, Karl Kraus, verband Walden beiderseitige Sympathie. Über 644 Briefkontakte fanden zwischen 1909 und 1912 statt. Kraus unterstützte Walden finanziell und gab Tipps für Verlag und Druck, außerdem tauschten sich die beiden zu möglichen Themen und Artikeln aus. Autoren der Fackel, wie Otto Soyka und Berthold Viertel, aber auch Kraus selbst publizierten in Der Sturm.
Zu den literarischen Mitarbeitern von Der Sturm zählten unter anderem Peter Altenberg, Max Brod, Richard Dehmel, Anatole France, Knut Hamsun, Arno Holz, Karl Kraus, Selma Lagerlöf, Adolf Loos, Heinrich Mann, Otto Nebel, Paul Scheerbart, René Schickele, August Stramm. Im Jahr 1910 kam auf Waldens Anregung Oskar Kokoschka nach Berlin und arbeitete an der Zeitschrift mit. Ein großformatiges Porträt Waldens, das Kokoschka im selben Jahr malte, befindet sich heute in der Staatsgalerie Stuttgart.

### Sturm-Galerie und weitere Aktivitäten

John Jon-And: Herwarth und Nell Walden, Tusche (vor 1924)

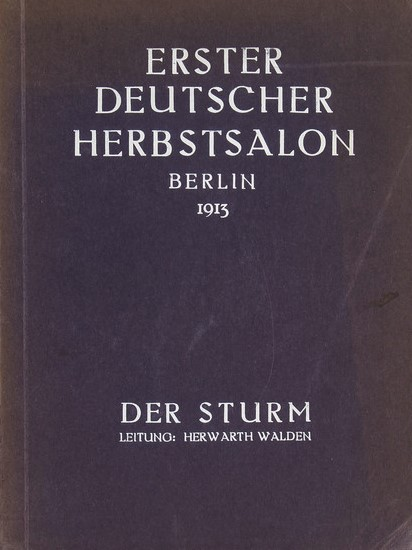
Ausstellungskatalog, 1913

1912 heirateten Walden und die Schwedin Nell Roslund. Er betätigte sich in der Folgezeit verstärkt als Galerist. So betrieb er die Sturm-Galerie, in der ab 1912 unter anderem Bilder des „Blauen Reiters“ und des italienischen Futurismus zu sehen waren. Er entdeckte und förderte neue Talente wie Georg Schrimpf und Maria Uhden.
Als Kontrastveranstaltung zur Sonderbundausstellung, die 1912 in Köln ausgerichtet worden war, fand vom 2. April 1913 bis zum 1. Dezember 1913 die von Walden ausgerichtete Ausstellung moderner Kunst des Ersten Deutschen Herbstsalons in der Potsdamer Straße 75 statt, unweit seiner Galerie „Der Sturm“ in der Potsdamer Straße 134 a.
Nach Kriegsausbruch 1914 arbeitete Nell Walden dank ihrer skandinavischen Sprachkenntnisse für das „Nachrichtenbüro Der Sturm“, das für verschiedene deutsche Nachrichtendienste in den nordischen Ländern und in den Niederlanden tätig war und die finanzielle Grundlage für das „Sturm“-Unternehmen in der Kriegszeit bildete. Für den späteren Konstruktivisten Thilo Maatsch war 1916 der Besuch einer „Sturm“-Ausstellung das Schlüsselereignis, sich der Malerei zuzuwenden; seine Werke wurden 1927 dort gezeigt.
1916 gründete Walden im avantgardistischen Geist der Zeitschrift Der Sturm die „Sturm“-Kunstschule und veranstaltete „Sturm“-Abende, an denen „Sturm“-Künstler ihre Dichtungen vortrugen. Im folgenden Jahr eröffnete er eine „Sturm“-Buchhandlung, der 1918 die „Sturm“-Bühne und die gleichnamige Zeitschrift folgten. Sie waren zur Förderung der expressionistischen Bühnenkunst vorgesehen.
1918 wurde Walden Mitglied der KPD. Ein Jahr später übereignete er seiner Frau die Kunstsammlung Walden. 1924 ließen sich Herwarth Walden und Nell Roslund scheiden, da sie mit seiner Hinwendung zum Kommunismus nicht einverstanden war. Zwei Jahre später heiratete er eine Russin, die 1930 an Tuberkulose starb.

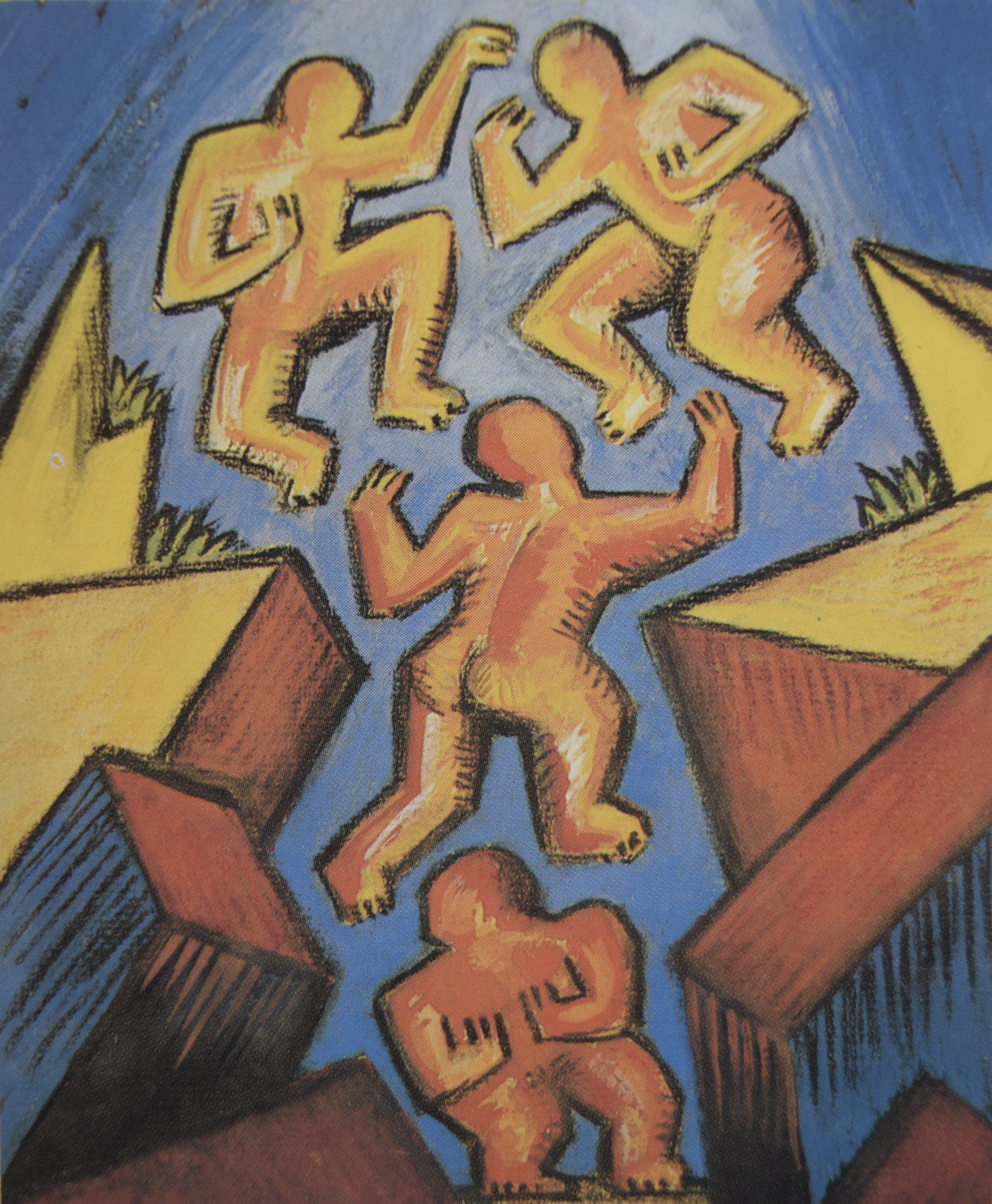
Maria Uhden: Tanz (1915) aus der Sammlung Herwarth Walden, jetzt Kunstmuseum Bern

### Exil in Moskau

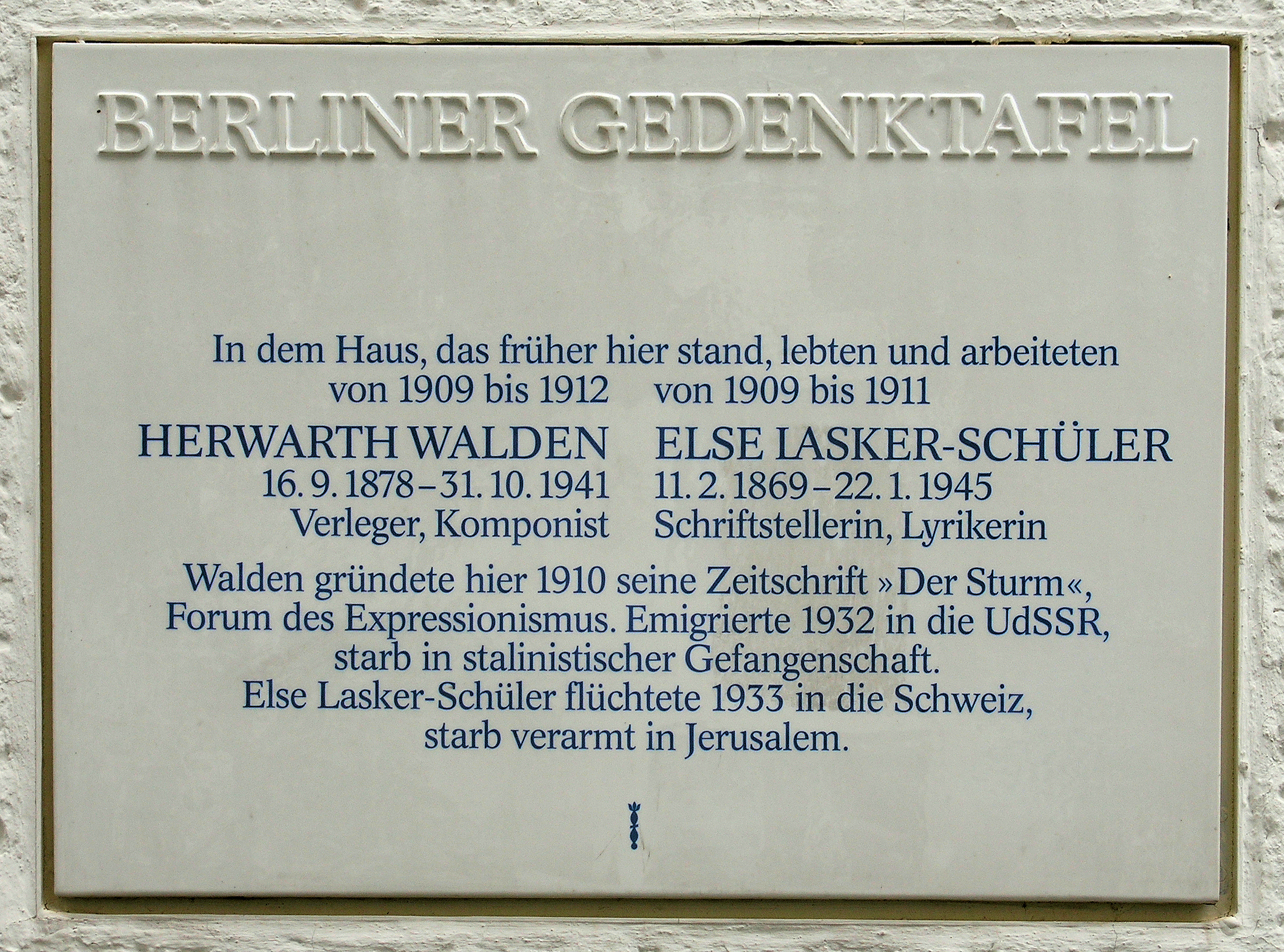
Berliner Gedenktafel am Haus Katharinenstr 5 für Walden und Lasker-Schüler in Berlin-Wilmersdorf

Angesichts des aufziehenden Nationalsozialismus verließ er mit der Übersetzerin Ellen Bork im Jahr 1932 Deutschland und ging nach Moskau, wo sie heirateten. Er arbeitete dort als Lehrer und Publizist. Seine Sympathien für die Avantgarde weckten allerdings im Stalinismus schnell das Misstrauen der sowjetischen Regierung. 1933 kam die Tochter Sina Walden zur Welt.
1941 wurde Walden inhaftiert. Seine Frau und Tochter suchten Zuflucht bei der deutschen Botschaft und kehrten anschließend nach Berlin zurück. Walden starb am 31. Oktober des Jahres 1941 in einem sowjetischen Gefängnis bei Saratow. Die Feststellung seines Todeszeitpunktes erhielt Sina Walden erst 1966 nach einem Besuch in Moskau.

## Werke
- Der Sturm (Zeitschrift, 1910–1932)
- Dafnislieder für Gesang und Klavier (1910)
- Das Buch der Menschenliebe (Roman, 1916)
- Die Härte der Weltenliebe (Roman, 1917)
- Einblick in Kunst. Expressionismus, Futurismus, Kubismus. (Essays, 1917)
- Das Begriffliche in der Dichtung (Essay, 1918)
- Kind (Drama, 1918)
- Menschen (Drama, 1918) (Digitalisat)
- Unter den Sinnen (Roman, 1919)
- Die neue Malerei (Essays, 1920)
- Glaube (Drama, 1920)
- Sünde (Drama, 1920)
- Die Beiden (Drama, 1920)
- Erste Liebe (Drama, 1920)
- Letzte Liebe (Drama, 1920)
- Im Geschweig der Liebe (Gedichte, 1925)
- Vulgär-Expressionismus (Essay, 1938)